# خيبر
خيبر مدينة سعودية والعاصمة الإدارية لمحافظة خيبر، التي تتبع منطقة المدينة المنورة وتبعد عنها173 كم (108 ميل) إلى الشمال من المدينة المنورة.
لا تزال خيبر منذ أقدم العصور واحة تمتاز بتربتها الخصبة و ذات عيون ومياه غزيرة وتربتها تربة جيدة تصلح لزراعة الحبوب والفواكه على اختلاف أنواعها، كما أنها تعتبر من أكبر واحات النخيل في جزيرة العرب ويكفي لصحة هذا القول أن المسلمين احصوا من النخيل الموجود بالنطاه فقط (وهو أحد أودية خيبر الكبيرة) فوجدوا بها أربعين ألف نخلة.

## السكان
يبلغ سكان المحافظة بما يقارب 57905 ألف ويبلغ عدد السكان بمقر المحافظة (27768 نسمة)

## موقع خيبر
تقع خيبر في شمال غرب المملكة العربية السعودية وعلى بعد حوالي 168 كيلو متر من المدينة المنورة، وتتكون من حرة تكسوها الحجارة السوداء وتغطي أكثر مواضعها بحيث يصعب السير فيها إلا من طرق مخصوصة.
وهذه الحرار تكونت من جراء ثورات بركانية تقذف حممها فتسيل على سطح الأرض مكونة الصخور السوداء. وخيبر هي أعظم حرار بلاد العرب وهذه الحرة واقعة بين السهول الممتدة في الجنوب الشرقي من المدينة المنورة
وهذه الحرة يطلق عليها قديما أسماء كثيرة فجنوبها الشرقي يعرف بحرة فدك، الحائط حاليًا وشمالها الشرقي يعرف بحرة (ضرغد) أو لابة ضرغد ووسطها الذي فية خيبر يعرف باسم (حرة النار) وقسمها الغربي يقع غرب خيبر ممتدًا من شمال المدينة حتى قرب وادي القرى يعرف قديمًا باسم (حرة ليلى).

## خيبر وتسميتها
يوجد لتسمية خيبر ثلاثة أقوال:
1. مشتق من قولهم أرض خبرة أي طيبة الطين سهلة.
2. أنها سميت باسم رجل من العمالقة نزل بها وهو خيبر بن قانية بن عبيل بن مهلائل بن أرم وهذا هو أول من نزلها وهو أخو عاد بن عوض بن أرم بن سام بن نوح عليه السلام.
3. إن الخيبر بلسان اليهود هو الحصن ولكون هذه البقعة تشتمل على حصون سموها خيابر ومفردها خيبر وإلى هذا القول مال الكثير نظرًا لأن سكانها كانوا من اليهود، وورد اسم خيبر في أحاديث عن النبي (صلى الله عليه وسلم) منها (خربت خيبر.....) ومنها (إنا إذا نزلنا بساحة قوم فساء صباح المنذرين) ومنها حديث آخر (خيبر مقدسة والسوارقية مؤتفكة) وحديث (نعم القرية من سنيات المسيح خيبر) يعني زمان الدجال.

## تاريخ خيبر

### اليهود في خيبر
منذ أكثر من ثلاثة ألاف سنة كانت منطقة يثرب والمناطق الشرقية والغربية وكل المنطقة الشاسعة الممتدة في الحجاز من يثرب حتى الحدود الشمالية المتاخمة للشام خاضعة لسلطان العمالقة وهم قوم جبابرة من العرب البائدة.
أما صلة اليهود (بني إسرائيل) بمنطقة خيبر فهناك اختلاف في الوقت الذي اتصل فيه العنصر الدخيل بخيبر بعضهم يقول أن الوجود اليهودي في خيبر يعود إلى التاريخ الذي استوطن فيه اليهود منطقة يثرب بعد وفاة نبي الله موسى عليه السلام على أثر عودة الحملة العسكرية التي أرسلها نبي الله موسى قبيل موته لإخضاع وإبادة جبابرة العمالقة الذين يقطنون يثرب والمناطق الشمالية والشرقية والغربية من الحجاز بما في ذلك خيبر وعادت الحملة بعد أن أبادت جميع العمالقة ويقول بعض المؤرخون أن رجال هذه الحملة لما منعهم خلفاء النبي موسى علية السلام من دخول الشام عادوا إلى الحجاز واستوطنوا يثرب وأن يهود خيبر هم من بقايا هذه الحملة التي استوطنت يثرب وخيبر منذ حوالي سنة (1200) قبل الميلاد
ويرى بعض المؤرخون ان الوجود اليهودي في خيبر لم يكن إلا بعد الميلاد بحوالي ثمانين سنة
وذكر الإمام الطبري أن أول قدوم لليهود إلى الحجاز إنما كان بعد أن وطئ بختنصر الشام وخرب بيت المقدس وقال الدكتور جواد علي في كتابة (تاريخ العرب قبل الإسلام) أن يهود خيبر من نسل (ركاب) المذكورة في التوراة وأن (يونادب) (جندب) نبذ مع أبنائه ومن تبعة وعاش عيشة تقشف وزهد وخشونة وان نسلهم هاجر بعد خراب الهيكل الأول إلى الحجاز حتى بلغوا خيبر فاستقروا بها واشتغلوا بزراعة النخيل والحبوب وأقاموا فيها قلاع وحصون تحميهم من غارات الأعراب وقد خرجوا منها واجلوا في زمن عمر بن الخطاب
وبعض المؤرخون يذكرون أن يهود خيبر ليسوا من بني إسرائيل وإنما هم من أبناء العرب الذين دانوا باليهودية والدليل أن مرحب وعائلته وهو فارس خيبر المشهور الذي قتلة علي بن أبي طالب من قبيلة حمير من اليمن
وهناك رأي أخر أن صلة بني إسرائيل بخيبر ويثرب كانت في عهد نبي الله داوود علية السلام (أي بعد موسى وقبل المسيح) وان نبي الله داوود غزا العمالقة في المدينة فسلط الله عليهم الدود في أعناقهم فهلكوا عن أخره ورأي أخر أن سبب نزولهم إلى خيبر والحجاز أن بعض علمائهم كانوا يجدون صفة رسول الله صلى الله علية وسلم في التوراة وانه يهاجر إلى بلد نخل بين حرتين فأقبلوا من الشام يبحثون عن الصفة فلما رأوا تيماء وفيها النخل نزلت طائفة منهم وظنوا أنها خيبر ومضى إشرافهم وأكثرهم إلى يثرب فاستوطنوا وقد أشار (صموئيل الأول) من التوراة إلى أن اليهود سكنوا يثرب.

### تاريخ الحديث
عدت خيبر في فترة ماقبل الحكم السعودي أحد معاقل قبيلة عنزة، وهي قاعدة انطلقت منها هجرات عديدة لعشائر قبيلة عنزة، اتجه بعضها جنوبي نجد، واستقرت في الهدار في وادي الدواسر، وهاجر بعضها إلى شمال الجزيرة العربية. ولأهمية خيبر الاقتصادية، فقد ضمتها الدولة السعودية الأولى في عهد الإمام عبد العزيز بن محمد آل سعود سنة 1208هـ/1794م، وضمها محمد بن عبد المحسن آل علي حاكم جبل شمر. ثم أضحت تحت الحكم المصري إثناء الوجود المصري في الجزيرة العربية، وفي سنة 1269هـ/1853م احتلها طلال بن رشيد وضمها إلى حكمه، ولكن أهاليها من ولد علي العنزية تمردوا سنة 1273هـ/1856م، فقام طلال بغزوها مرة أخرى، فانسحبت عشائر ولد علي من المنطقة وتوجهوا نحو الشمال إلى نهر الفرات، فأصبح أمير شمر طلال بن رشيد هو المالك الجديد لأملاك قبيلة ولد علي.

## حصون خيبر
وجد في خيبر ثمانية حصون منيعة وقوية وهي:
- حصن ناعم: وهو أول ما هاجمه المسلمون وإمامه قتل مرحب الذي كان يتولى هو وإخوته الدفاع عنه
- حصن الصعب بن معاذ: وهو أعظم حصن فتحه المسلمون فوجدوا فيه المواد الغذائية والعتاد الحربي ما تقووا به إلى حد بعيد
- حصن قلعة الزبير: (حصن الزبير)

وهذه الحصون الثلاثة من أقوى الحصون في النطاة.
- حصن أبي
- حصن النزار (وبعضهم يسميه حصن البزاة)

وهذه الحصون من حصون الشق وهذا الشطر الأول من خيبر لأنها مقسمة إلى شطرين، أما الشطر الثاني فهي الحصون الثلاثة الأخرى.
- حصن القموص الخاص(ببني أبي الحقيق من يهود بني النضير)
- حصن النطيح (الوطيح)
- 8. حصن السلالم (سلالين)

وهذه الحصون سلمت دون حدوث اشتباك مع أنها قوية ومنيعة واستسلموا على أساس الصلح والجلاء بعد الحصار الذي تم.

## السدود في خيبر
1. سد الحصيد
2. سد الصهباء المعروف حاليا ب(سد البنت)
3. سد القصيبه
4. سد المشقوق
5. سد الشق
6. سد الزايديه

## العيون في خيبر
1. عين علي وهي أشهر العيون
2. عين أم البيضة
3. عين البحير
4. عين الجمه
5. عين الحزار
6. عين الريا
7. عين الدفيفة
8. عين سلالم
9. عين الصفصافة
10. عين طيران
11. عين إبراهيم
12. عين قصيبة
13. عين القوير
14. عين اللجيجه
15. عين المروي
16. عين النطاة
17. عين النبكة
18. عين العيينة
19. عين الخضرمي
20. عين السلمة
21. عين علياء
22. عين برديدا
23. عين الجدي
24. عين وجدة
25. عين الشلاله
26. عين الغواله
27. عين الدواي
28. عين المستكا
29. عين البويهيه
30. عين طيران
31. عين مطر
32. عين دعسه

## التجارة في خيبر
كان في القديم يأتونها التجار من نجد والشام ويجتمعون في سوق النطاة وهذا سوق سنوي يعد استرحة لهم بين رحلة الشتاء والصيف